# François Xavier Rajaonarivo
François Xavier Rajaonarivo (* 8. April 1915 in Fenomanana; † 15. November 1985) war ein madagassischer römisch-katholischer Geistlicher und Bischof von Miarinarivo.

## Leben
François Xavier Rajaonarivo empfing am 26. Juli 1945 das Sakrament der Priesterweihe für das Apostolische Vikariat Miarinarivo (später Bistum Miarinarivo).
Am 5. April 1960 ernannte ihn Papst Johannes XXIII. zum Bischof von Miarinarivo. Papst Johannes XXIII. spendete ihm am 8. Mai desselben Jahres in Ambohibary die Bischofsweihe; Mitkonsekratoren waren der emeritierte Bischof vom Sankt-Lorenz-Golf, Napoléon-Alexandre Labrie CIM, und der Weihbischof in New York, Fulton J. Sheen.
Rajaonarivo nahm an allen vier Sitzungsperioden des Zweiten Vatikanischen Konzils teil.